# Strategia dominująca
Strategia dominująca to strategia, która jest zawsze nie gorsza od jakiejś innej strategii, niezależnie od wyboru strategii przez przeciwnika i zdarzeń losowych.
Jeśli jakaś strategia jest zdominowana przez inną, nie ma sensu nawet jej rozpatrywać.
Jeśli przeciwnik jest racjonalny można odrzucać strategie algorytmem:
- odrzucić wszystkie strategie zdominowane - własne i przeciwnika
- jeśli pewne strategie w wyniku tego zaczęły dominować inne (A było lepsze od B tylko jeśli przeciwnik wybrał X, ale X jest zdominowane przez Y), wyrzucać do skutku

Jeśli przeciwnik nie jest racjonalny, nie ma powodów przypuszczać, że nie wybierze jednej ze "zdominowanych" strategii,
tak więc nie można posługiwać się tym sposobem.